# Szakály Ferenc

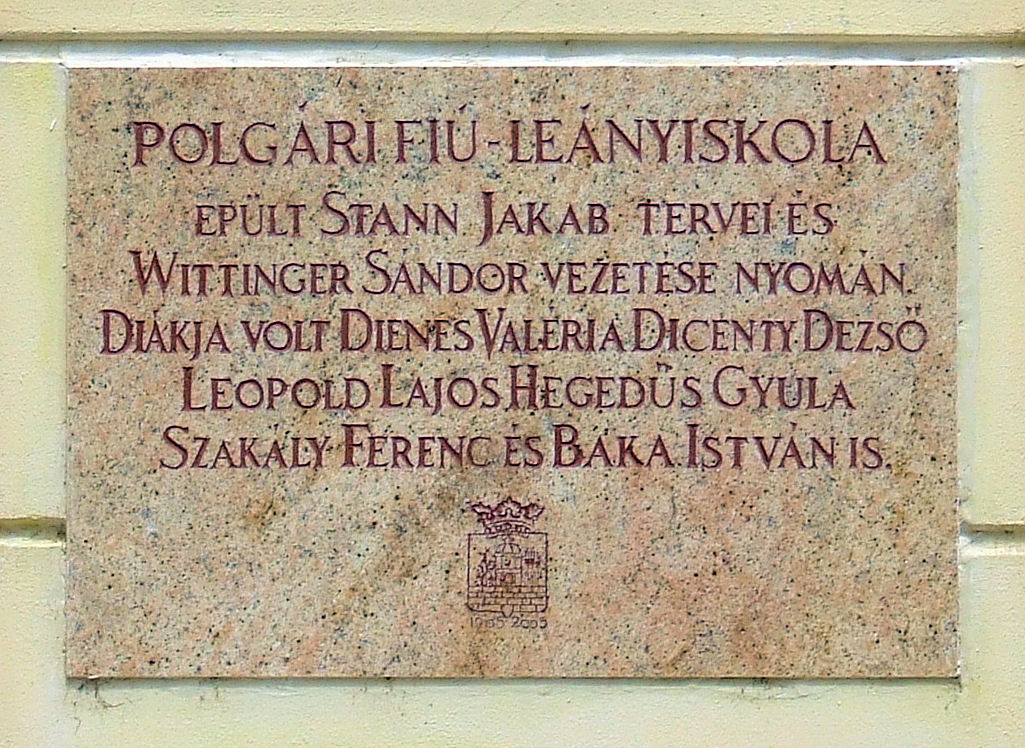
Emléktáblája Szekszárdon

Szakály Ferenc (Zalaegerszeg, 1942. október 28. – Budapest, 1999. július 6.) magyar történész, muzeológus, a Magyar Tudományos Akadémia levelező tagja. Kutatási területe a magyarországi török hódoltság korszaka volt, elsősorban gazdaság-, társadalom- és politikatörténeti szemszögből. Jelentős helytörténeti munkássága is. 1991-től haláláig a Történelmi Szemle főszerkesztője volt.

## Életpályája
Iskoláit Szekszárdon járta ki. 1961-ben a Pest és Nógrád Megyei Levéltár levéltári munkatársa volt. 1962-ben kezdte meg egyetemi tanulmányait az Eötvös Loránd Tudományegyetem magyar-történelem szakán, majd 1964-től történelem-levéltár szakos hallgató. 1967-ben szerzett középiskolai és levéltárosi diplomát. 1972-ben védte meg egyetemi doktori disszertációját. Diplomájának megszerzése után a Magyar Nemzeti Múzeumban kapott állást mint szerződéses tudományos segédmunkatárs, később segédmuzeológusként, illetve muzeológusként dolgozott. Az 1970-es évek közepén osztályvezető-helyettesi megbízást kapott. 1977-ben távozott a Magyar Nemzeti Múzeumból, amikor az MTA Történettudományi Intézetének munkatársa lett. 1979-ben főmunkatárssá, 1986-ban pedig osztályvezetővé nevezték ki.
1976-ban védte meg a történettudomány kandidátusi, 1992-ben akadémiai doktori értekezését. Az MTA Történettudományi Bizottságának lett tagja. 1995-ben a Magyar Tudományos Akadémia levelező tagjává választották. Akadémiai tisztségein túl 1986 és 1991 között a Magyar Történelmi Társulat főtitkára, majd haláláig ügyvezető alelnöke volt. Emellett szintén 1991-től haláláig a Történelmi Szemle főszerkesztője volt. Életének 57. évében hunyt el, súlyos szívbetegsége következtében.

## Munkássága
Fő kutatási területe a magyarországi török hódoltság időszaka volt. Kutatásai során gazdag levéltári anyagra épültek.
Több fontos tanulmányt írt a magyar-török kettős uralomról, a reformáció hódoltsági elterjedéséről, illetve a hódoltsági mezővárosokról, emellett új megvilágításba helyezte a hódoltságkori magyar gazdaság-, politika- és társadalomtörténetet munkáiban. Feltárta, hogy a magyar földesurak nem mondtak le az hódoltsági területeken élő jobbágyaiktól származó adóról, illetve elemezte a magyar intézményeket. Számos tanulmánya a Dunántúl korabeli történetével foglalkozott, valamint több városmonográfia török kori részeit is megírta. Ezenkívül foglalkozott Hunyadi Mátyás korával és a török-magyar háborúk problematikájával (pl. a mohácsi csatával). Élete utolsó szakaszában több tanulmányt adott közre, melyeket turkológus társszerzőkkel együtt írt (pl. Dávid Géza, Fodor Pál vagy Tardy Lajos), emellett dolgozott Engel Pállal is.

## Emlékezete
Halálát követően barátai és tisztelői Szakály Ferenc-emlékérem néven díjat alapítottak.

## Főbb publikációi
- Parasztvármegyék a XVII. és XVIII. században (1969)
- A mohácsi csata (1975)
- Magyar adóztatás a török hódoltságban (1981)
- Hungaria eliberata. Budavár visszavétele és Magyarország felszabadítása a török uralom alól 1683–1718 (1986)
- Vesztőhely az út porában. Gritti Magyarországon 1529–1534 (1986)
- Magyarok Európában. Virágkor és hanyatlás 1440–1711 (1990)
- Gazdasági és társadalmi változások a török hódítás árnyékában (1994)
- Lodovico Gritti in Hungary, 1529–1534 (1995)
- Mezőváros és reformáció (1995)
- Virágkor és pusztulás. A kezdetektől 1606-ig (Engel Pállal, 1995)
- Magyar intézmények a török hódoltságban (1997)
- Török kori történelmünk kritikus kérdései (akadémiai székfoglaló, 1997; nyomtatásban 1999)
- Ami Tolna vármegye középkori okleveleiből megmaradt 1314–1525 (1998)

## További irodalom
- Glatz Ferenc – Engel Pál: Szakály Ferenc sírjánál (História, 1999)
- Gecsényi Lajos: Szakály Ferenc (Hadtörténeti Közlemények, 1999)